# 전언국
전언국(田彦國, ? ~ 1592년)은 조선 중기 순왜로 함경도 지역에서 반란을 일으킨 주모자 중 한 명이다.
임진왜란 당시 가토 기요마사에 휘하에 들어아가 김수량, 이언우(李彦祐)와 함께 회령을 통치하였고 이언우(李彦祐), 함인수(咸麟壽), 정석수(鄭石壽)와 함께 국경인을 왕으로 세울려는 계획을 세웠다.
이후 갖은 횡포를 자행하다가 관군에 붙잡혀 참살되었다.

## 같이 보기
- 순왜
- 항왜
- 국경인
- 국세필
- 김수량
- 이언우
- 함인수
- 정석수